# Drepanolejeunea senticosa
Espèce
Statut de conservation UICN

 CR B1+2bcde; D : 
En danger critique
Drepanolejeunea senticosa est une espèce de plantes de la famille des Lejeuneaceae.

## Publication originale
- Revue Bryologique et Lichénologique 33: 96. f. 1964.